# IDTGV
iDTGV est une ancienne filiale de droit privé du groupe SNCF créée en 2004 et vendant — uniquement par Internet — des voyages en TGV, sous l'appellation iDTGV.
Pour le groupe SNCF, iDTGV est un « laboratoire » permettant de tester différents services : location de prestations à bord (journaux, tablettes numériques, jeux), « ambiances » de voyages, contrôle à l'embarquement, billet électronique, réservation de repas en ligne et à bord, rencontre de voyageurs par l'intermédiaire de réseaux sociaux…
Les trains iDTGV étaient en général assurés par une rame à deux niveaux (Duplex ou Euroduplex) ou un TGV Atlantique, offrant respectivement 509 ou 453 places assises, qui circule couplée à une autre rame TGV dont les places sont vendues normalement, ce qui réduit les coûts de conduite et de péage de l’infrastructure. Le client avait la possibilité de visualiser le train en 3D sur le site.
En 2015, iDTGV assure une trentaine de voyages par jour. L'offre iDTGV disparaît le 9 décembre 2017, date à laquelle les dernières lignes ont été supprimées. Cela s'explique d'un côté par la mise en place d'une nouvelle offre inscrite dans la même lignée, et, de l'autre, par des raisons de lisibilité des différentes offres de l'entreprise ferroviaire.

## Historique
Les ventes de billets ont commencé le 6 décembre 2004, dans un premier temps uniquement pour la relation Paris – Avignon – Marseille – Toulon, à raison d’un aller et retour par jour.
Lors de son lancement, la nouvelle offre d’iDTGV a provoqué des réactions hostiles chez les syndicats et certains membres du personnel non syndiqués de la SNCF craignant que cette offre n'entraînât une réduction d’effectifs, notamment aux guichets, et à terme une privatisation de certains services via la filialisation, iDTGV étant alors une filiale de droit privé. Le personnel d’iDTGV, même s’il venait majoritairement de la SNCF, était dissocié du personnel de la SNCF et était donc soumis à des conditions de travail différentes.
Les syndicats ont bloqué un temps ce train, le jour inaugural, en déclarant que c’était le premier train « privé », ce qui, de leur point de vue, constitue un très gros danger.
À la suite du mouvement de grève des cheminots qui a débuté le 21 novembre 2005, la filiale, contestée dès sa création, a été réintégrée dans l’entreprise, tout en conservant son mode de fonctionnement autonome.
De 2008 à mi-2011, certaines circulations ont fonctionné de nuit et étaient dénommées iDNight.
Le 23 octobre 2014, « à titre expérimental », les agents chargés d’effectuer l’embarquement du train de 12h07 pour Béziers, sur un quai de la gare de Lyon, étaient équipés de lunettes de Google de la « dernière technologie de pointe en date », selon la direction de la communication d'iDTGV, permettant « de rétablir le contact visuel avec le client juste après le scan du billet », l'objectif étant de « rechallenger les gestes métier », explique Valérie Delhinger, directrice générale de la filiale iDTGV.
En mars 2017, la SNCF décide de mettre fin à l'offre iDTGV avant la fin de l'année 2017.

## Relations desservies par iDTGV

### À partir de décembre 2014
- Paris - Toulon - Saint-Raphaël - Cannes - Nice : 3 liaisons quotidiennes au minimum
- Paris - Avignon – Aix-en-Provence - Marseille : 3 liaisons quotidiennes au minimum
- Paris – Nîmes – Montpellier - Béziers - Perpignan : 1 liaison quotidienne jusqu’à Béziers + 2 Perpignan
- Paris - Lyon-Saint-Exupéry - Grenoble : 3 liaisons (vendredi, samedi, dimanche) de décembre à mars
- Paris - Bordeaux - Agen - Toulouse : 3 liaisons quotidiennes
- Paris - Bordeaux - Dax - Bayonne - Biarritz - Saint-Jean-de-Luz - Hendaye : 2 liaisons quotidiennes
- Paris – Niort - La Rochelle : 3 liaisons (vendredi, samedi et dimanche) en plein été
- Paris - Rennes – Saint-Brieuc - Brest : 3 liaisons (vendredi et dimanche)
- Paris - Rennes – Vannes – Auray – Lorient - Quimper : 2 liaisons (vendredi et dimanche)
- Paris - Bellegarde - Annemasse - Cluses - Sallanches - Saint-Gervais (vendredi et dimanche)
- Paris - Chambéry - Albertville - Moutiers - Aime-la-Plagne - Landry - Bourg-Saint-Maurice

### Historique
Les relations iDTGV proposées ont évolué ainsi :
- le 22 juin 2005, ouverture de la relation Paris - Nîmes - Montpellier ;
- le 23 janvier 2006, relations Paris - Bordeaux - Toulouse et Paris - Nice ;
- le 9 janvier 2007, relation Paris - Perpignan ;
- le 9 juillet 2007, relation Paris - Pays basque (Bayonne, Biarritz, Saint-Jean-de-Luz et Hendaye) ;
- le 2 octobre 2007, relations Paris - Strasbourg et Paris - Mulhouse ;
- le 31 mars 2008, relation Paris - Lyon ;
- le 8 juillet 2008, relation Paris - Nantes (supprimée le 5 juillet 2009) ;
- le 5 juillet 2009, relation Lille - Lyon - Nice ;
- le 8 janvier 2010, relation Paris - Grenoble[5] ;
- le 6 avril 2010, relation Paris - Annecy via Chambéry et Aix-les-Bains-Le Revard[5] ;
- le 4 juillet 2010, relation Paris - Niort - La Rochelle (supprimée le 28 août 2011) ;
- le 5 juillet 2010, relation Paris - Rennes - Saint-Brieuc - Brest ;
- le 12 décembre 2010, la relation Lille - Nice est limitée à Lille - Marseille ;
- le 28 août 2011, la relation Lille - Marseille est supprimée[6] ;
- le 28 août 2011, la relation Paris - La Rochelle est supprimée[7] ;
- le 12 décembre 2011, la relation Paris - Mulhouse est supprimée ;
- le 8 juillet 2012, la relation Paris - La Rochelle est rouverte pour l'été ;
- le 9 décembre 2012, les relations Paris - Strasbourg, Paris - Lyon-Part-Dieu et Paris - Lyon-Perrache sont supprimées[8] ;
- le 6 avril 2013, la relation Paris - Rennes - Vannes - Auray - Lorient - Quimper est mise en service ;
- du 15 décembre 2013 au 23 mars 2014, la liaison Paris - Bellegarde - Annemasse - Sallanches, Cluses et Saint-Gervais est ouverte pour les sports d'hiver (1 aller-retour par semaine)[9] ;
- le 13 décembre 2014, la relation Paris - Annecy est supprimée ;
- le 14 décembre 2014, la relation Paris - Chambéry - Albertville - Moutiers - Aime-la-Plagne - Landry - Bourg-Saint-Maurice est ouverte pour les sports d'hiver ;
- juillet 2017 : suppression des liaisons sur l'axe Atlantique ;
- le 10 décembre 2017 : disparition / fermeture de la société.

## Réservation par internet et impression du billet par le client
Les billets iDTGV sont vendus dans un premier temps à bas prix (à partir de 19 €), sur un contingent limité de places par train. Les prix varient ensuite en temps réel en fonction du taux d'occupation. Les réservations sont ouvertes entre six et neuf mois avant le départ du train.
Le billet est imprimé par le client ou téléchargé sur son téléphone mobile. Il comporte des informations liées à son identité et un code-barres vérifié électroniquement avant la montée dans le train, les titres de réduction ou abonnements habituels ne sont pas acceptés.
Les billets sont vendus en ligne essentiellement sur les sites : iDTGV.com, Voyage SNCF.com et Trainline.
Comme pour tous les TGV, la réservation est obligatoire. Le billet doit être imprimé sur du papier blanc. Le billet n’est pas remboursable, mais est échangeable uniquement pour un trajet iDTGV d’un prix égal ou supérieur, et occasionne un supplément de 12 € sur le site Internet de la filiale ou de 17 € via le Service Client. Ces dispositions peuvent renchérir le prix réel de l’offre d’appel. Si le billet n’est pas imprimé avant l’arrivée sur le quai, les agents peuvent facturer 5 € de « frais de recherche » par le patronyme. Le client peut voyager accompagné gratuitement d'un animal domestique de moins de 6 kg transporté dans un contenant. Pour un animal de plus de 6 kg ou voyageant sans contenant, le supplément animal coûte 35 € et ne varie pas en fonction de la classe ou de la destination.
Les billets sont échangeables uniquement contre d’autres billets iDTGV. Il est possible de changer le nom du passager sur le billet gratuitement dans les trois jours après la date de l'achat du billet ou en payant des frais de modification au-delà de ces trois jours.
Le service client d'iDTGV a reçu le prix Élu Service Client de l'Année catégorie transport collectif de personnes en 2012, 2013, 2014 et 2015.

## Tarification
Les tarifs d’iDTGV sont modulés en fonction du taux de réservation réel des trains de manière à maximiser la recette globale et l’occupation de la rame. Des prix très attractifs (à partir de 19€) sont proposés aux personnes réservant longtemps à l’avance, mais cela ne concerne au mieux que 10 % des places offertes. Les tarifs augmentent progressivement, à mesure que le train se remplit.
Ce principe de « yield management » est le même que celui utilisé par les compagnies aériennes ou les compagnies d'autocars. En outre, les cartes de réduction commerciales et les tarifs sociaux, applicables à la SNCF, ne sont pas admis.
Si le train iDTGV a plus d’une heure de retard, pour une cause imputable au groupe SNCF, un pourcentage du prix du billet (25 % de 60 à 119 minutes de retard, 50 % à partir de 120 minutes) sera remboursé par bon d’achat.

### iDTGVMAX
La filiale a lancé en janvier 2015 une carte d'abonnement pour voyager de manière illimitée sur les lignes iDTGV. L'offre, en édition limitée, coûte alors 59,99 € par mois, pour un engagement d'un an. Deux ans après, cette formule est remplacée par TGV Max (utilisable — uniquement en seconde classe — sur la plupart des TGV classiques, mais plus sur les iDTGV, et les Intercités, sauf en Normandie), réservée cette fois-ci aux jeunes (entre 16 et 27 ans) et sans limite concernant le nombre de détenteurs, avec un coût mensuel de 79 € et un engagement minimum de trois mois.

## Service

### À bord des trains
Pour occuper le temps du voyage, des services à bord sont proposés :
- l'ambiance iDZEN ;
- l'ambiance iDZAP.

Des animations gratuites sont proposées dans certains trains. Un service payant de manucure a été testé d'octobre 2014 à avril 2015. Entre janvier 2013 et juillet 2015, il était possible de louer une tablette tactile, munie de son casque, dénommée « DigiTab », soit lors de l’achat du billet soit à bord du train, pour un montant de 10 euros (+ 2 euros pour un casque supplémentaire).
Le service de restauration proposée en voiture-bar est assuré par LSG, en partenariat avec l’enseigne de coffee shop Columbus Café&Co, depuis novembre 2014.

### Services connexes
Services porte à porte (sur réservation lors de l'achat du billet) iDcab : depuis 2011, prise en charge par un chauffeur privé soit au domicile, soit sur le quai pour des trajets gare – domicile.
Avec iDneige (offre saisonnière lancée en 2011), transfert en autocar — inclus au billet — vers les stations de sports d'hiver, depuis :
- Grenoble (pour Chamrousse, Les Deux Alpes et L'Alpe d'Huez) ;
- Moûtiers (pour Champagny-en-Vanoise, Pralognan-la-Vanoise, Brides-les-Bains, La Tania, Val Thorens, Les Menuires, Méribel, Courchevel et Valmorel).

### Particularités
Lorsqu’un voyageur rate une correspondance entre un train SNCF et un train iDTGV, il doit racheter un billet pour le second trajet (tandis qu’il peut simplement emprunter le train suivant dans le cas d’une correspondance ratée entre deux trains SNCF).
Les vélos ne sont pas admis sans réservation ; ils doivent être démontés dans une housse, sous la règle des deux bagages à main.

## iDNight (de 2008 à 2011)
Le 4 avril 2008, iDTGV lance iDNight, une desserte de nuit, sur la relation Paris - Bayonne / Biarritz / Hendaye (uniquement l'été). Les modalités de réservation et d'utilisation étaient identiques à celles des trains iDTGV. Les voyageurs ne souhaitant pas dormir avaient la possibilité de se rendre dans la voiture bar, qui proposait une ambiance musicale avec DJ et une restauration spécifique, ou d’aller dans l’espace « lounge » permettant rencontres, discussions ou activités (jeux de cartes, de société, démonstrations de produits). Le matin, une boisson chaude était offerte.
Le 4 juillet 2008, un service iDNight est lancé sur les relations Paris - Nîmes / Montpellier / Narbonne / Perpignan et Paris - Marseille / Toulon / Saint-Raphaël / Cannes / Nice. Depuis le 3 avril 2009, la relation Paris - Agen / Toulouse était également desservie (sauf pendant l'été).
Le 26 juin 2011, les dessertes iDNight cessent de circuler. Selon iDTGV, la hausse des péages ferroviaires pour les trains de nuit ne permettait plus de rentabiliser cette activité.

## Résultats
Selon la SNCF, en 2012, le taux d’occupation moyen s’est élevé à 88 %. Au total, 4,2 millions de voyageurs ont emprunté les trains iDTGV, toujours au cours de la même année.
Selon la SNCF, iDTGV a connu un record de fréquentation au mois d'août 2015, avec un taux d’occupation de 98 %. Au total, ce sont plus de 4 millions de voyageurs qui empruntent les trains iDTGV chaque année.